# Adolf Bachofen von Echt
Adolf Freiherr Bachofen von Echt jun. (* 17. Januar 1864 in Líbeznice; † 28. August 1947 in Wien) war ein österreichischer Industrieller und Privatgelehrter auf dem Gebiet der Paläontologie.
Bachofen von Echt, Bruder von Reinhart Bachofen von Echt und Sohn von Karl Adolf Bachofen von Echt, war über diesen Mitbesitzer der Nußdorfer Bierbrauerei in Wien. 1912 wurde er erster Präsident des neu gegründeten Österreichischen Werkbundes. Am 26. März 1925 wurde er an der Universität Wien in Paläontologie und Paläobiologie mit der Dissertation „Paläobiologische Studien aus der Drachenhöhle bei Mixnitz in Steiermark“ zum Dr. phil. promoviert.
Er erforschte Bernstein-Einschlüsse und pleistozäne Säugetiere, darunter insbesondere Cervidae.

## Veröffentlichungen (Auswahl)
- Aus verlorenen Jagdgründen. Frick, Wien, Leipzig 1921.
- Der Bär (= Monographien der Wildsäugetiere. Band 7). Schöps, Leipzig 1931
- Der Bernstein und seine Einschlüsse. Springer, Wien 1949.